# Seidenweberhaus

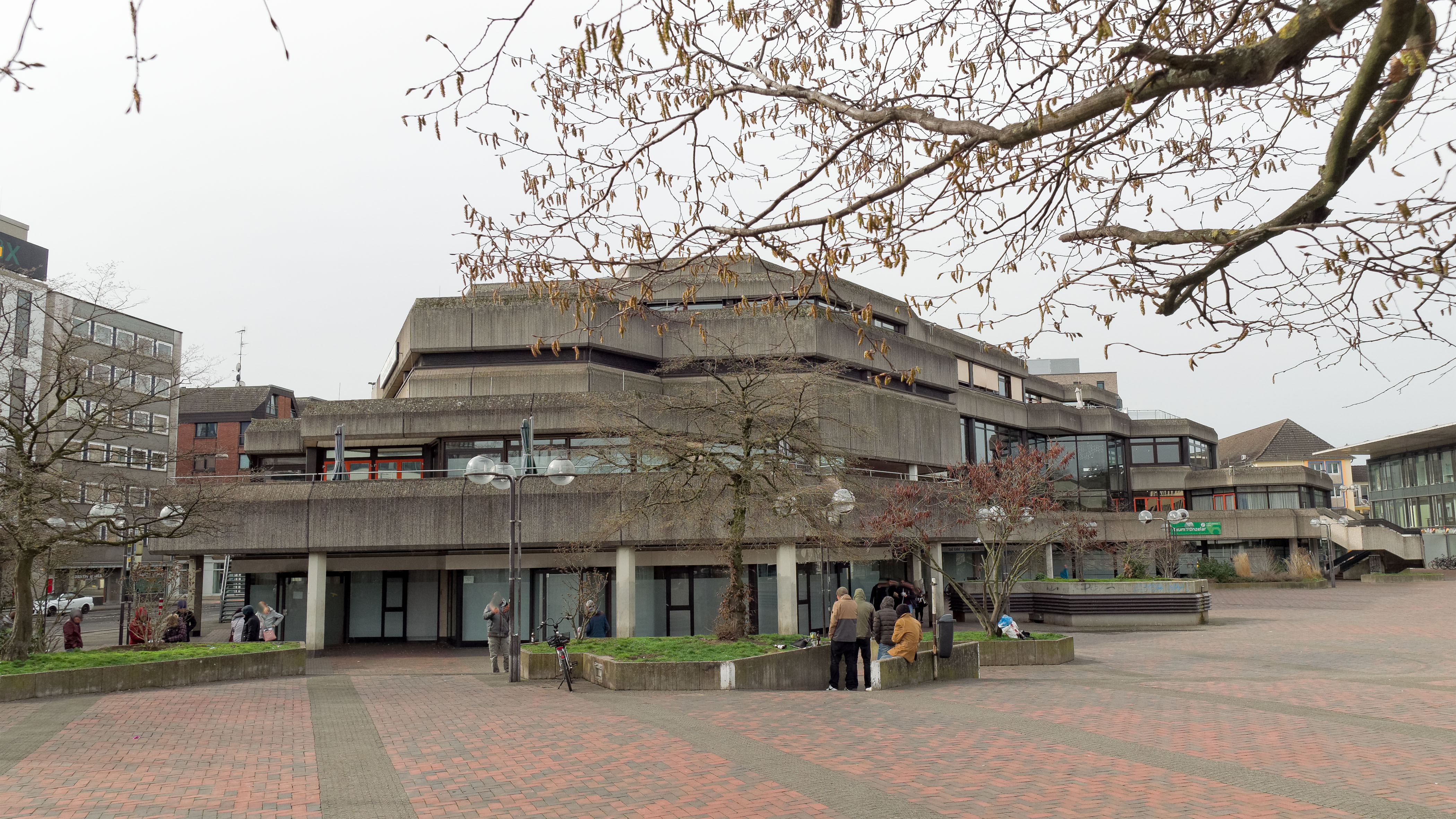
Seidenweberhaus – von Theaterplatz gesehen

Das Seidenweberhaus ist ein Veranstaltungsgebäude im Stil des Brutalismus im Zentrum der Stadt Krefeld. Es liegt gegenüber dem Stadttheater und wurde 1976 eingeweiht.

## Planung und Bau
Seit 1948 wurde in Krefeld über den Bau einer neuen Stadthalle diskutiert. Dafür wurden verschiedene Standorte durchgespielt: zum Beispiel der nördliche Ostwall oder der Sprödentalplatz. In den 1960er Jahren überlegt man, ob der künftige Bau nur kulturelle oder zusätzlich auch sportliche Veranstaltungen aufnehmen sollte. 1970 wurden zwei Ideenwettbewerbe für zwei Nutzungsvarianten und Standorte ausgeschrieben. Die Krefelder Planungsgruppe „Stappmann Thörissen Winter“ überzeugte die Jury mit ihrem Entwurf für den Sprödentalplatz. Sie wurde 1970 mit einem Vorentwurf beauftragt. Parallel entwarf die städtische Bauabteilung für den zweiten Standort, den (später so genannten) Theaterplatz einen Bau auf wabenförmigem Grundriss.
1971 wurde auf politischem Weg der Standort Theaterplatz durchgesetzt. Dafür sollte der wabenförmige Vorentwurf des städtischen Bauamts als Grundlage dienen. Das bereits für den (nun verworfenen) Standort Sprödentalplatz beauftragte Planungsteam „Stappmann Thörissen Winter“ lehnte es ab, den Neubau am Theaterplatz zu übernehmen. Stattdessen ging der Zuschlag an das Büro „Sippel Trubert Klein“. Am 21. Juni 1972 wurde der Grundstein gelegt. Vom 10. bis zum 12. Januar 1976 wurde das Bauwerk im Stil des Brutalismus eingeweiht. Nach einem Preisausschreiben erhielt es den Namen „Seidenweberhaus“.

## Nutzung und Diskussion

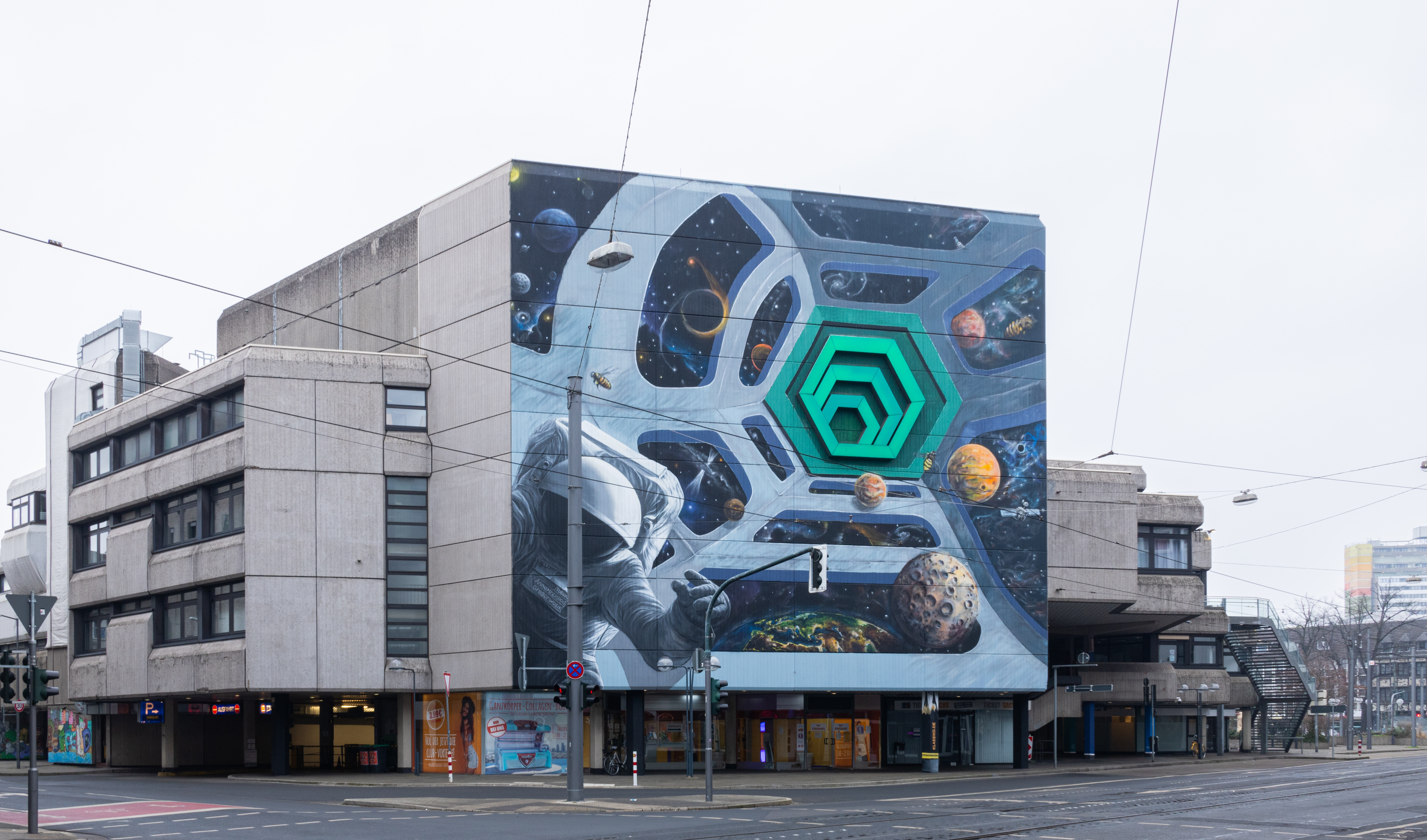
Fassadenbemalung des Seidenweberhauses im Rahmen der "Silk City Gallery" 2021

Seit 1976 wird die Anlage als Veranstaltungshaus bzw. Mehrzweckhalle genutzt. Neben den Veranstaltungsräumen gibt es in dem Komplex mehrere Geschäfte. Der Gebäudekomplex verfügt über drei unterschiedlich große Säle für die Durchführung von Veranstaltungen. Der größte Saal mit über 700 m² bietet Platz für ca. 1.800 Stehplätze oder – je nach Bestuhlung – zwischen 573 und 1148 Sitzplätze. Er dient für Veranstaltungen aller Art: Konzerte, Shows, Special Events, Theateraufführungen, Kleinkunst, Kongresse, Tagungen, Messen, Ausstellungen, Feste, Feiern und Versammlungen. Hier finden auch die Sitzungen des Krefelder Stadtrates statt. Das Seidenweberhaus wird von der Seidenweberhaus GmbH betrieben, welche eine hundertprozentige Tochter der Stadt Krefeld ist. Die Seidenweberhaus GmbH ist auch für den Königpalast verantwortlich.
Schon zur Bauzeit waren der Standort und die Gestaltung der neuen Stadthalle sehr umstritten, ebenso der erwartete Unterhalt. Nach Eröffnung der „guten Stube Krefelds“ war die Bilanz durchweg defizitär, was auch der ausschlaggebende Grund für die Gründung der Seidenweberhaus GmbH war. Seit den 2000er Jahren wird erneut über die Zukunft des Seidenweberhauses diskutiert. 2016 erklärte das Amt für Denkmalpflege im Rheinland gegenüber der Presse, dass der Bau nicht unter Schutz gestellt werden solle. Fachleute des Landschaftsverbandes Rheinland (LVR) beschrieben das Gebäude 2018 als „charakteristisches Zeugnis der Architektur der 1970er Jahre“. Die Wabenform sei zeittypisch, hier aber nicht künstlerisch außergewöhnlich. Zudem bleibe „die räumliche Umsetzung […] hinter den Anforderungen an einen Kongressbau zurück, was sich besonders gut an dem schlecht zu findenden, niedrigen Foyer zeigen lasse“.  Am 24. November 2018 entschied sich der Stadtrat Krefelds für den Abriss des 40-jährigen sanierungs- und modernisierungsbedürftigen Gebäudes.
Ursprünglich war ein Betrieb bis Ende 2022 geplant. Dazu stellte die Stadt weitere 2,2 Mio. € bereit. Damit wurden u. a. die Kühlanlage erneuert und die Betonkonstruktion gesichert. Inzwischen sind im Seidenweberhaus Veranstaltungen bis mindestens 2026 gebucht.